# Tatjana Irrah

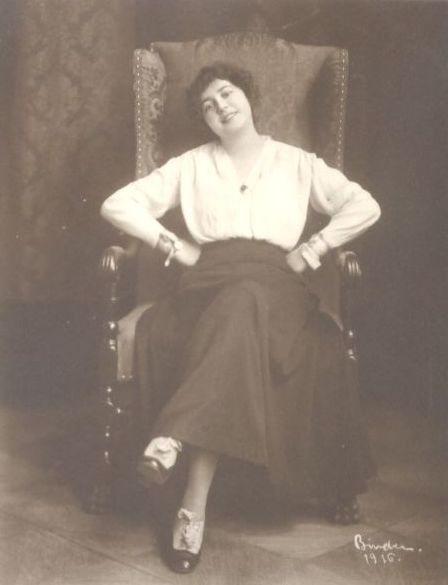
Tatjana Irrah, Fotografie von Alexander Binder von 1916

Tatjana Irrah (auch Tatjana Irah und Tatjana Yrrah; * 15. Mai 1892 als Selma Elisabeth Olga Seifert in Witten; † 13. Januar 1949 in Essen) war eine deutsche Theater- und Stummfilmschauspielerin.

## Leben
Die gebürtige Wittenerin war eine Tochter des Buchhalters Max Seifert und seiner Ehefrau Clara, geb. Krüpe. Über ihre Ausbildung und ihre Jugendjahre ist derzeit nichts bekannt. 1913 heiratete sie in Berlin-Schöneberg den Filmregisseur Fritz Bernhardt, unter dessen Regie sie mit der Titelpartie des Melodrams Die Kabarett-Königin noch im selben Jahr ihren Einstand beim Stummfilm gab. Diese Debütrolle lässt autobiographische Facetten der nunmehr unter dem Pseudonym Tatjana Irrah auftretenden Schauspielerin erkennen: Eine Warenhausverkäuferin namens Olga Seifert träumt von einer Bühnenkarriere. Indem sie sich einen Künstlernamen zulegt, vermag sie diese ohne Wissen ihrer Familie zu lancieren. Nachdem sie als Vermittlerin bei einem Arbeiterstreik zwischen die Fronten geraten ist, gelingt ihr schlussendlich nicht nur die Versöhnung mit ihrem Vater, sondern auch von Proletariat und Kapital. Produziert wurde Die Kabarett-Königin von Alfred Duskes, bei dessen Literaria Film GmbH Berlin Tatjana Irrah einen vertraglichen Monatslohn von 260 Mark (1.710 Euro) erhielt.
In den folgenden Jahren trat Tatjana Irrah als Darstellerin tragender Rollen in Filmen unterschiedlichster Regisseure und Produktionsgesellschaften in Erscheinung. Meist handelte es sich dabei um publikumsträchtige Unterhaltungsware ohne großen künstlerischen Anspruch, darunter eine Reihe von Detektivfilmen und Lustspielen. Ernste Sujets wie in Amarant blieben die Ausnahme.
1916 reiste sie mit dem schwedischen Kameramann John Ewertz in die Vereinigten Staaten, wo sie von der Fachpresse als „Slavic beauty“ angekündigt wurde. Nachdem sie ihr Engagement bei der deutschen Flora-Film GmbH aufgelöst hatte, wurde sie in New York von Edward Lyell Fox unter Vertrag genommen, einem US-amerikanischen Kriegskorrespondenten, der in Europa auf Tatjana Irrah aufmerksam geworden war. Inwieweit es in der Folgezeit tatsächlich zu einer Zusammenarbeit kam, lässt sich nicht nachweisen.
Nachdem ihre Ehe mit Fritz Bernhardt 1919 geschieden worden war, heiratete Tatjana Irrah 1920 John Ewertz, als dessen Ehefrau sie bereits einige Jahre zuvor inoffiziell firmiert hatte. Bald darauf kehrte sie ins Deutsche Reich zurück, wo sie erneut an ihre Filmtätigkeit anknüpfen konnte. Für die Jahre bis 1926 sind mehrere Reisen des Ehepaares dokumentiert, etwa nach Schweden, Afrika (Monrovia und Luanda), Rio de Janeiro und wiederum in die Vereinigten Staaten. In der zweiten Hälfte der 1920er-Jahre scheint sich Tatjana Irrah in Gumlösa (Gemeinde Hässleholm), der Heimat ihres Mannes, niedergelassen zu haben.
1934 zog sie nach der Scheidung von Ewertz zunächst zu ihren Eltern nach Essen, ehe sie dort 1935 mit dem Syndikatsbeamten Karl Schäfer ihre dritte Ehe einging. Über das spätere Leben der ehemaligen Schauspielerin liegen keine Informationen vor. Sie starb 1949 an einem Herzinfarkt infolge Chronischer Bronchitis.
Die Schauspielerin Lore Giesen war eine Schwester Tatjana Irrahs.

## Filmografie
- 1913: Die Kabarett-Königin
- 1913: Die feindlichen Brüder
- 1913: Im Fegefeuer
- 1914: Das Kriegssofa
- 1915: Der Fund im Neubau (2 Teile)
- 1915: König Motor
- 1915: Der indische Tod
- 1915: Die Tänzerin
- 1915: Der Hund von Baskerville, III. Teil: Das unheimliche Zimmer
- 1915: Der Hund von Baskerville, IV. Teil: Der geheimnisvolle Hund
- 1915: Die Mobilmachung in der Küche
- 1915: Drei Tage Mittelarrest
- 1915: Im Banne fremden Willens
- 1915: Sieg auf der ganzen Linie
- 1915: Und wandern sollst du ruhelos …
- 1916: Die silberne Kugel
- 1916: Amarant
- 1916: Aussage verweigert
- 1916: Das Spiel ist aus
- 1916: Sein süßes Mädel
- 1916: Der oder der?
- 1916: Ein Blatt Papier
- 1916: Hochzeitsabend
- 1916: Meissner Porzellan
- 1916: Ihr liebster Feind
- 1916: Sollen Frauen studieren?
- 1920: Man and Woman
- 1920: Das rote Plakat
- 1921: Das rote Plakat, 2. Teil: Die eiserne Acht
- 1921: Miss 139
- 1921: Der Dolchstoß
- 1921: Es waren zwei Königskinder...
- 1921: Memoiren eines Kammerdieners (2 Teile)
- 1921: Der König von Golconda (3 Teile)
- 1923: Der Sturz in den Löwenkäfig
- 1925: Ballettratten